# Sveriges Mekanstandardisering
Sveriges Mekanstandardisering (SMS) var en svenskt standardiseringsorganisation från 1919 till 2000, för att därefter ingå i SIS.

## Historik
I Sverige bildades år 1919 Sveriges Maskinindustriförenings Standardkommission, SMS. Den verkstadstekniska standardiseringen i Sverige började med enkla maskinelement. Initiativtagare var tre verkstadsföretag med gemensamt exportintresse: Köpings mekaniska verkstads AB, Munktells Mekaniska Verkstads AB och AB Svenska Maskinverken. Tillsammans med flera andra verkstadsföretag bildades en kommitté för att utarbeta gemensam standard för maskinelement. Resultatet blev en bok på 49 sidor med förslag till standard för bland annat gängsystem, skruvar, kilar och pinnar. Boken överlämnades till Sveriges Maskinindustriförening - sedermera Sveriges Mekanförbund - för att den skulle komma till nytta för samtliga mekaniska verkstäder. Förslaget föranledde föreningen att bilda en avdelning för standardisering år 1919. I oktober 1919 hölls det första mötet med den dåvarande "standardkommittén", som sedermera blev SMS huvudkommitté. Standardiseringen på det maskinindustriella området ägde rum i specialkommittéer inom SMS. De koncentrerades på grundstandarder (toleranser, gängor, normaldiametrar) och maskinelement (nitar, skruvar, pinnar, kilar, verktygsmaskindetaljer). Även sammansatta produkter behandlades, t.ex. lokomotiv. Samtliga SMS-förslag publicerades i tidskriften Verkstäderna. 
SMS kom under åren byta namn ett flertal gånger. 1942 till Sveriges Mekaniska Verkstäders Standardiseringskommitté, 1944 till Svenska Verkstadsindustrins Standardcentral och 1955 till Sveriges Mekanförbunds Standardcentral.
SMS ändrade 1975 namnet till Sveriges Mekanstandardisering och blev en från Mekanförbundet fristående organisation, bestående av fullmäktige, styrelse, teknisk huvudkommitté, tekniska kommittéer och ett utredningssekretariat.  Genom att Metallnormcentralen (MNC) gick samman med SMS, ombildades SMS den 1 december 1995 till Material- och Mekanstandardiseringen (MMS), som senare 1997 bytte namn till Svensk Material- & Mekanstandard - SMS. Svensk Material- & Mekanstandard uppgick 2001 i SIS - Svenska institutet för standarder.

## Chefer
Sveriges Mekanstandardisering har haft följande chefer (verkställande direktörer):
- 1921–1946 Erik Fornander
- 1947–1957 Bengt Rybo
- 1958–1975 Folke Claeson
- 1975–1982 Stig Hellsten
- 1983–1996 Hans Andersson
- 1996–2001 Jan-Olov Gustavi